# Trabzon Akçaabat FK
Trabzon Akçaabat Futbol Kulübü ist ein türkischer Fußballverein aus der nordtürkischen Kreisstadt Akçaabat, welcher der Provinz Trabzon angehört und wurde 1980 gegründet. Die Vereinsfarben sind weinrot-weiß-blau und sollen die Verbindung zum Mutterverein Trabzonspor verdeutlichen. Bis zum Sommer 2013 hieß der Verein noch Trabzon Kanuni FK, danach änderte man den Namen in seine heutige Form um. Ob Trabzon Akçaabat FK der Nachfolgeverein des ehemaligen Erstligisten Akçaabat Sebatspor ist, wurde bisher nicht eindeutig bestätigt. Nach der Namensänderung zog aber der Klub in die Kreisstadt Akçaabat.

## Geschichte

Vereinswappen während der Zeit als Trabzon Yalıspor (1980–2012)

### Gründung
Der Verein wurde 1980 unter dem Namen Yalıspor bzw. als Trabzon Yalıspor in Yalı, einem Stadtteil Trabzons, gegründet. Als Vereinsfarben wurden Blau-Weiß ausgesucht.

### Einstieg in den Profifußball
Nachdem der Verein nach seiner Gründung sieben Jahre in den Amateurligen tätig gewesen war, erreichte man zum Sommer 1997 den Aufstieg in die dritthöchste Spielklasse, in die mit damaligen Namen als 3. Lig bezeichneten Liga. In der ersten Drittligasaison, der Saison 1987/88, belegte der Verein den dritten Tabellenplatz. Die nachfolgenden Spielzeiten festigte man seine Position innerhalb der Liga und belegte meistens mittlere Tabellenplätze. In der Saison 1996/97 misslang der Klassenerhalt, sodass man nach zehnjähriger Drittligazugehörigkeit wieder in die regionale Amateurliga abstieg.

### Rückkehr in den Profifußball
Nach dem Abstieg in die regionale Amateurliga im Sommer 1997 gelang es dem Verein lange Zeit nicht mehr wieder in eine Profiliga aufzusteigen. Erst im Sommer 2009 qualifizierte man sich für die Playoffspiele der regionalen Amateurliga, in denen die letzten Aufsteiger in die niedrigste türkische Amateurliga in die TFF 3. Lig ermittelt wurde. In den Playoffs erreichte der Verein das Finale. Im Finale besiegt man Çarşambaspor mit 1:0 und nahm nach zwölfjähriger Abstinenz wieder am türkischen Profifußball teil. Nachdem man in den ersten zwei Saisons in dieser Liga mittlere Tabellenplätze belegt hatte, spielte man in der Saison 2011/12 lange Zeit um die Meisterschaft. Zum Saisonende qualifizierte man sich durch den erreichten 4. Tabellenplatz für die Playoffs der Liga. Im Halbfinale dieser Playoffs, in denen die letzten drei Aufsteiger ausgespielt wurden, unterlag man Belediye Bingölspor mit 0:2 und verpasste so den Aufstieg.

### Übernahme und Namensänderung in Trabzon Kanuni FK
Im Sommer 2012 wurden mehrere Personen die dem bekanntesten Verein der Provinz Trabzon, Trabzonspor, nahestehen in den Vereinsvorstand gewählt. Unter den gewählten Personen befanden sich u. a. ehemalige und aktuelle Spielerlegenden dieses Vereins, wie Hami Mandıralı bzw. Tolga Zengin. Wenig später wurde der hochverschuldete Verein durch persönliche Spenden der neuen Mitglieder finanziell saniert bzw. aufgekauft. Zum Sommer änderte man den Vereinsnamen in Trabzon Kanuni Futbol Kulübü, kurz Trabzon Kanuni FK, um. Kanuni soll dabei auf einen Beinamen von dem osmanischen Sultan Süleyman I. hinweisen, dieser in Trabzon geborene Sultan verbrachte seine gesamte Jugend in der Stadt und ist damit eines der berühmtesten Söhne der Stadt. Ebenfalls wurden die Vereinsfarben in weinrot-weiß-blau umgewandelt. Obwohl nicht bestätigt wurde der neugeschaffene Verein nach 1461 Trabzon ein weiterer Zweitverein der Trabzonspor untersteht.

### Abstieg in die Amateurliga
Nach dem Rückrundenstart der Saison 2014/15 zog sich Trabzon Akçaabat FK vom Ligabetrieb zurück und stand als Absteiger fest. Alle verbliebenen Spieler wurden mit einer 0:3-Niederlage bewertet. Zudem erhielt der Verein vom türkischen Fußballverband einen 3-Punkteabzug. Aufgrund eines Name-Sponsoringvertrag mit dem Bauunternehmen Sebat Proje Mühendislik Müşavirlik Tic. Ltd. Şti. wird der Klub ab dem Sommer 2014 für die Vertragsdauer Sebat Proje Trabzon Akçaabat Futbol Kulübü (kurz Sebat Proje Trabzon Akçaabat FK bzw. SP Trabzon Akçaabat FK heißen) heißen.

## Ligazugehörigkeit
- 3. Liga: 1987–1997
- 4. Liga: 2009–2015
- Amateurliga: 1980–1987, 1997–2009, Seit 2015

## Bekannte ehemalige Spieler
- Ekrem Al
- Muzaffer Bilazer
- Bilgin Defterli
- Emin Kar

## Ehemalige Trainer (Auswahl)
- Mehmet Birinci (November 1994 – Mai 1995)